# Pwd
El comando pwd (de las siglas en inglés print working directory, cuya traducción sería imprimir directorio de trabajo) se utiliza en sistemas operativos basados en Unix para mostrar el directorio de trabajo actual. El directorio de trabajo es el directorio en el que se encuentra el usuario actualmente y es importante saber en qué directorio se está trabajando al realizar ciertas tareas en la línea de comandos.

## Descripción
Cuando se abre una terminal o ventana de comandos, el directorio de trabajo suele ser el directorio del usuario (también conocido como directorio de inicio) o el último directorio en el que se estuvo trabajando. El comando pwd puede utilizarse para confirmar en qué directorio se está trabajando actualmente.
La sintaxis básica del comando es simplemente escribir "pwd" y presionar Enter. Esto imprimirá el nombre completo del directorio de trabajo actual en la pantalla.
Además, el comando pwd puede tomar algunos argumentos opcionales. Por ejemplo, si se utiliza la opción "-L" (que significa seguir enlaces simbólicos), pwd imprimirá la ruta completa del directorio de trabajo después de seguir cualquier enlace simbólico en la ruta. Si se utiliza la opción "-P" (que significa no seguir enlaces simbólicos), pwd imprimirá la ruta completa del directorio de trabajo sin seguir enlaces simbólicos.
El comando pwd es especialmente útil cuando se utilizan otros comandos en la línea de comandos, ya que permite al usuario confirmar rápidamente en qué directorio se encuentra actualmente y evitar errores al especificar rutas de archivos o directorios. Por ejemplo, si se desea crear un archivo en el directorio actual, simplemente se puede escribir "touch archivo.txt" y el archivo se creará en el directorio de trabajo actual.
En resumen, el comando pwd es una herramienta esencial en la línea de comandos de Unix y derivados, que permite al usuario saber en qué directorio está trabajando actualmente y evitar errores al especificar rutas de archivos y directorios.
El comando pwd es un comando muy básico pero esencial en Unix y en sistemas operativos derivados de Unix, como Linux y macOS. Aunque parece una función simple, es una de las herramientas más utilizadas en la línea de comandos.
Además de mostrar el directorio de trabajo actual, el comando pwd también puede utilizarse en secuencias de comandos para automatizar tareas en el sistema. Por ejemplo, si se está trabajando en un script que necesita leer o escribir archivos en el directorio actual, se puede utilizar el comando pwd para determinar la ruta completa del directorio actual y utilizar esa información en el script.
El comando pwd también puede ser utilizado en combinación con otros comandos de la línea de comandos. Por ejemplo, si se quiere listar los contenidos de un directorio y conocer la ruta completa del directorio de trabajo, se puede utilizar el comando "ls" junto con el comando "pwd" para mostrar una lista de archivos y directorios en el directorio actual junto con su ruta completa.
Además, es importante tener en cuenta que en Unix y sistemas operativos derivados, el directorio de trabajo actual es importante para muchos comandos de la línea de comandos. Por ejemplo, si se utiliza el comando "mkdir" para crear un nuevo directorio, el directorio se creará en el directorio de trabajo actual. Si el usuario no sabe en qué directorio se encuentra actualmente, puede crear accidentalmente el directorio en un lugar no deseado.
Por lo tanto, el comando pwd es una herramienta importante para cualquier persona que trabaje con la línea de comandos de Unix o sistemas operativos derivados. Con su ayuda, el usuario puede determinar fácilmente el directorio de trabajo actual y evitar errores al trabajar con archivos y directorios en la línea de comandos.
- Datos: Q305928